# Dyskografia The Clash
Pełna dyskografia punkrockowej grupy The Clash, wraz z miejscami zajmowanymi na listach w USA i Wielkiej Brytanii.

## Albumy
| Data wydania      | Tytuł                | USA | UK | Wydawnictwo | Uwagi                                                                                     |
| ----------------- | -------------------- | --- | -- | ----------- | ----------------------------------------------------------------------------------------- |
| 8 kwietnia 1977   | The Clash            | 126 | 12 | CBS Records | album studyjny; wersja z USA z 1979 roku była inna niż wydanie z 1977 z Wielkiej Brytanii |
| 10 listopada 1978 | Give ’Em Enough Rope | 128 | 2  | CBS Records | album studyjny                                                                            |
| 14 grudnia 1979   | London Calling       | 27  | 9  | CBS Records | album studyjny; wydany jako podwójny album                                                |
| 12 grudnia 1980   | Sandinista!          | 24  | 19 | CBS Records | album studyjny; wydany jako potrójny album                                                |
| 14 maja 1982      | Combat Rock          | 7   | 2  | CBS Records | album studyjny                                                                            |
| 4 listopada 1985  | Cut the Crap         | 88  | 16 | CBS Records | album studyjny                                                                            |

## Wydawnictwa koncertowe
| Data wydania        | Tytuł                       | US  | UK | Wydawnictwo  | Uwagi                                                      |
| ------------------- | --------------------------- | --- | -- | ------------ | ---------------------------------------------------------- |
| 4 listopada 1999    | From Here to Eternity: Live | 193 | 13 | Epic Records | kompilacja/kolekcja nagrań na żywo z lat 1978–1982         |
| 6 października 2008 | Live at Shea Stadium        | -   | -  | Epic Records | koncert z 1982, który odbył się w nowojorskim Shea Stadium |

## Kompilacje
| Data wydania         | Tytuł                                           | US  | UK | Wydawnictwo              | Uwagi |
| -------------------- | ----------------------------------------------- | --- | -- | ------------------------ | --- |
| październik 1980     | Black Market Clash                              | -   | -  | Epic Records             | kompilacja/kolekcja utworów ze stron B                                                                   |
| 1988                 | The Story of the Clash, Volume 1                | 142 | 7  | CBS Records/Epic Records | kompilacja/zbiór największych przebojów                                                                  |
| 13 listopada 1991    | The Singles                                     | -   | -  | CBS Records/Epic Records | kompilacja/kolekcja singli                                                                               |
| 19 listopada 1991    | Clash on Broadway                               | -   | -  | CBS Records/Epic Records | kompilacja/trójpłytowe wydawnictwo zawierające wiele niepublikowanych utworów oraz alternatywnych wersji |
| 26 października 1993 | Super Black Market Clash                        | -   | 74 | Epic Records             | kompilacja/kolekcja utworów ze stron B i rzadkich utworów                                                |
| 2003                 | The Essential Clash                             | 99  | 18 | Epic Records/Legacy      | kompilacja/kolekcja "nieistotnych" utworów                                                               |
| 2004                 | London Calling: 25th Anniversary Legacy Edition | -   | 26 | Epic Records/Legacy      | rozszerzony album z utworami z prób oraz tworzenia nowego DVD                                            |
| 30 października 2006 | Singles Box                                     | -   | -  | Sony BMG                 | kolekcja wszystkich 19 brytyjskich singli                                                                |
| 4 czerwca 2007       | The Singles                                     | -   | 13 | Sony BMG                 | kompilacja/kolekcja singli                                                                               |

## EPki
| Data wydania    | Tytuł              | US | UK | Wydawnictwo | Uwagi |
| --------------- | ------------------ | -- | -- | ----------- | --- |
| 8 kwietnia 1977 | Capital Radio One  | -  | -  | Neat        | EPka dla czytelników, którzy wysłali kupon wydrukowany w New Musical Express oraz dodatkowo czerwoną naklejkę z pierwszego albumu |
| 11 maja 1979    | The Cost of Living | -  | 22 | CBS Records | zawiera 4 utwory |

## Brytyjskie single
| Data wydania         | Tytuł                                   | Album                   | UK |
| -------------------- | --------------------------------------- | ----------------------- | -- |
| 18 marca 1977        | White Riot                              | The Clash               | 38 |
| 13 maja 1977         | Remote Control                          | The Clash               | –  |
| 23 września 1977     | Complete Control                        | The Clash               | 28 |
| 17 lutego 1978       | Clash City Rockers                      | The Clash               | 35 |
| 15 czerwca 1978      | (White Man) in Hammersmith Palais       | The Clash               | 32 |
| 24 listopada 1978    | Tommy Gun                               | Give ’Em Enough Rope    | 19 |
| 23 lutego 1979       | English Civil War                       | Give ’Em Enough Rope    | 25 |
| 7 grudnia 1979       | London Calling                          | London Calling          | 11 |
| 8 sierpnia 1980      | Bankrobber                              | Black Market Clash      | 12 |
| 28 listopada 1980    | The Call Up                             | Sandinista!             | 40 |
| 13 stycznia 1981     | Hitsville UK                            | Sandinista!             | 56 |
| 10 kwietnia 1981     | The Magnificent Seven                   | Sandinista!             | 34 |
| 20 listopada 1981    | This Is Radio Clash                     | -                       | 47 |
| 23 kwietnia 1982     | Know Your Rights                        | Combat Rock             | 43 |
| 11 czerwca 1982      | Rock the Casbah                         | Combat Rock             | 30 |
| 17 września 1982     | Should I Stay or Should I Go            | Combat Rock             | 17 |
| 30 września 1985     | This Is England                         | Cut the Crap            | 24 |
| 29 lutego 1988       | I Fought the Law                        | The Cost of Living (EP) | 29 |
| 25 kwietnia 1988     | London Calling (reedycja)               | London Calling          | 46 |
| 9 lipca 1990         | Guns of Brixton (Remixes)               | London Calling          | 57 |
| 18 lutego 1991       | Should I Stay or Should I Go (reedycja) | Combat Rock             | 1  |
| 1 kwietnia 1991      | Rock the Casbah (reedycja)              | Combat Rock             | 15 |
| 27 maja 1991         | London Calling (druga reedycja)         | London Calling          | 64 |
| 14 października 1991 | Train in Vain (Stand By Me)             | London Calling          | -  |

## Amerykańskie single
| Data wydania      | Tytuł                                                | Album          | USA |
| ----------------- | ---------------------------------------------------- | -------------- | --- |
| 26 lipca 1979     | I Fought the Law / (White Man) in Hammersmith Palais | -              | -   |
| 1980              | Train in Vain (Stand By Me) / London Calling         | London Calling | 23  |
| 17 lutego 1981    | Hitsville UK                                         | Sandinista!    | -   |
| 27 marca 1981     | The Magnificent Seven                                | Sandinista!    | -   |
| 25 listopada 1981 | This Is Radio Clash                                  | -              | -   |
| 10 czerwca 1982   | Should I Stay or Should I Go                         | Combat Rock    | 45  |
| 16 września 1982  | Rock the Casbah                                      | Combat Rock    | 8   |